# ショ糖脂肪酸エステル
ショ糖脂肪酸エステル（ショとうしぼうさんエステル）は、親水基のショ糖と、親油基の食用油脂から得られる脂肪酸で構成された非イオン性界面活性剤。シュガーエステルとも呼ばれ、主に食品用乳化剤として用いられる。

## 構造
ショ糖の持つ8個の水酸基にステアリン酸やオレイン酸などの脂肪酸をエステル型に結合させたものであり、脂肪酸の種類やエステル化度により蝋状やペースト状など形状が異なる。HLB値は1〜16程度のものまであり、用途により選択される。

## 用途
乳化剤の中では比較的HLB値が高く、パンやケーキの劣化抑制、マーガリン・ショートニングやアイスクリームの乳化安定、チョコレートの結晶抑制・粘度低下防止のほかビスケット、乳飲料、プリン、インスタント食品などの加工食品に幅広く使われる。近年では野菜類や食器用の洗剤としても使用される。ショ糖に酢酸・イソ酪酸をエステル化したものはショ糖酢酸イソ酪酸エステル(Sucrose Acetate Isobutylate;SAIB)と呼ばれ、それ自体は乳化力を持たず、他の飲料用乳化剤の比重調整や、飲料の曇りの形成、香料・色素の安定などに使われる。
また、ショ糖脂肪酸エステルにはバイオフィルム形成抑制作用があり、静菌目的でも使用されている。